# トランスポーター ザ・シリーズ
『トランスポーター ザ・シリーズ』（原題：Transporter: The Series）は、フランス・アメリカ合衆国・カナダ合作のカーアクション・テレビドラマ（海外ドラマ）シリーズ。ジェイソン・ステイサム主演の映画シリーズ『トランスポーター』のTVドラマ化作品である。2012年にシーズン1、2014年にシーズン2が製作された。

## 登場人物
| 役名                                  | 俳優                       | 日本語吹き替え    |
| ------------------------------------- | -------------------------- | ----------------- |
| フランク・マーティン/トランスポーター | クリス・ヴァンス           | 藤原啓治          |
| タルコニ警部                          | フランソワ・ベルレアン     | 小島敏彦→拝真之介 |
| カーラ・ヴァレリ                      | アンドレア・オズヴァルト   | 松浦裕美子        |
| ジュリエット・デュボア                | デルフィーヌ・シャネアック | 長尾明希          |
| ディーター・ハウスマン                | チャーリー・ヒュブナー     | 仗桐安            |
| カテリナ・ボルジュ                    | ヴィオランテ・プラシド     | →香坂さき         |